# Warren Frost
Warren Frost (Newburyport, Massachusetts, 5 de junio de 1925-Middlebury, Vermont, 17 de febrero de 2017) fue un actor estadounidense. Trabajó principalmente en teatro, pero también en cine y televisión, esporádicamente, desde 1958. Fue conocido por sus papeles televisivos en Matlock, The Larry Sanders Show, y Seinfeld, y particularmente como el  Doctor Hayward en Twin Peaks, una serie cocreada por su hijo, el productor y guionista Mark Frost. 

## Biografía
Frost pasó mucha parte de su carrera en Twin Cities enseñando en la Universidad de Minnesota y trabajando como director artístico del Teatro Chimera en St. Paul.  Tuvo un pequeño, pero memorable papel en la película de adaptación Slaughterhouse Five, la cual fue rodada en el área de Minneapolis. Su trabajo en Hollywood en series como Twin Peaks y Matlock fue esencialmente su segunda carrera, después de su jubilación de la enseñanza y de la dirección de teatro. 
Frost fue padre del novelista, guionista de televisión y productor Mark Frost, la actriz Lindsay Frost y del escritor Scott Frost. Era abuelo del jugador de béisbol Lucas Giolito.
Falleció el 17 de febrero de 2017 a la edad de 91 años en Middlebury, Vermont, tras una larga enfermedad.